# Hanifisme
Pour les articles homonymes, voir Hanif.
Ne doit pas être confondu avec hanafisme.
Le hanifisme est, selon la croyance islamique, le monothéisme préislamique. Le Coran en attribue l'origine à Abraham dans la 3e sourate (Al-'Imran), versets 67-68 : « Ibrahim ne fut ni juif ni Nazaréen, mais fut monothéiste (hanif) et soumis (muslim) [à Allah]. Et il n’était point du nombre des associateurs » (Coran 3:67). Plus généralement, il s'agirait, selon les musulmans, de la foi de ceux qui, pendant l'Âge de l'ignorance, ont rejeté les idoles et suivi l'exemple d'Abraham.

## Origine coranique
L'adjectif hanîf (pl. حُنَفاء [hunafā']), en arabe : حَنِيف [hanīf], signifierait vrai croyant. Le sens littéral du mot hanîf, selon les musulmans, serait celui qui s'écarte vers quelque chose. Ce terme apparaît douze fois dans le Coran, dont huit en lien avec la figure d'Ibrahim(Abraham). Il est, entre autres, utilisé dans l'épisode où Ibrahim se détourne du culte des astres. Un tel récit trouve des comparaisons dans les écrits juifs, chrétiens et judéo-chrétiens, l'un des plus anciens étant l'Apocalypse d'Abraham.
Cette croyance d'Abraham, hanîfiyya, s'accompagne de la destruction d’idoles. Cette idée se retrouve déjà dans les apocryphes de l'Ancien Testament. Cette opposition entre la transcendance de Dieu et les idoles, simples objets matériel, a été traitée par les Pères de l'Église et les auteurs de l'Antiquité tardive, comme Lactance. Le récit de la destruction des idoles par une autre idole (stratagème d'Abraham pour mettre en évidence l'absurdité de l’idolâtrie) se retrouve dans l'Apocalypse d'Abraham et le Livre des Jubilés. Néanmoins, le texte le plus proche du texte coranique est un midrash du Livre de la Genèse, appelé Genèse Rabba. Pour Pregill, la comparaison avec les Antiquités Juives de F. Joseph est encore plus pertinente.
Hormis Abraham, le Coran attribue le titre de hanîf à Mahomet et aux musulmans sous forme d'injonctions.

## Étymologie
De très nombreuses hypothèses ont été proposées pour éclairer l'étymologie de ce mot. Youakim Moubarac voit dans la racine, une racine commune à plusieurs langues sémitiques, signifiant en cananéen "calomnier", en syriaque "païen". Il explique donc ce mot par le sens de se détourner, ce qui permet d'identifier le païen ou le croyant. Dans certains cercles araméens, ce terme pouvait aussi désigner les personnes de culture hellénistique, attachées à la philosophie et, pour beaucoup, au monothéisme.
Pour Édouard-Marie Gallez, cité dans le Dictionnaire du Coran, le terme pourrait être une construction polémique à partir du sens hébreu, dans un renversement de sens. "Le hanif païen et adorateur des étoiles devient supérieur aux croyant juif ou chrétiens car, n'ayant pas encore reçu la Révélation, il a gardé intactes toutes ses dispositions naturelles pour l’accueillir correctement. On trouve une telle connotation dans le récit évangélique de la guérison d'un serviteur d'un centurion. Cela illustre le rejet coranique du judaïsme et du christianisme (Coran 3,67) et l'accusation portée contre eux de ne pas avoir été assez intransigeant avec l’idolâtrie.
S'appuyant sur de Blois et sur Reynolds, Dye[Qui ?] traduit le terme Hanif par "Gentils", c'est-à-dire les monothéistes non soumis à la loi juive. Le terme syriaque, Hanpa, d'où provient l'arabe Hanif, prend, en effet, ce sens dans la Peshitta. Ceci en fait un synonyme de Oummi, attribué à Mahomet.
Pour Angelika Neuwirth, le terme assimile le syriaque hanpa, païen, qui se tient en dehors des religions établies, et le terme hanif de la poésie pré islamique qui désigne un pieux ascète, deux caractéristiques d'Abraham dans le Coran. Il est associé à son adjectif 'oumy, qui signifie selon elle (et Hamidullah) les gentils, comme Abraham chez Paul dans Galates 3:16. Mahomet se présenterait donc selon elle comme Abraham, un prophète parmi les gentils (Coran 7:156-158 et 62:1-2).

## Usages
Il est possible de supposer, à partir d'emplois anciens, que hanîfiyya serait le premier nom de l'islam. Ainsi, la lecture coranique d'Ibn Masʿūd rapporte le texte "la vraie religion, aux yeux de Dieu, c'est la hanîfiyya" tandis que la vulgate actuelle contient "c'est l'islam" à la place.
D'un point de vue historique, le hanifisme est une construction dérivant uniquement du Coran et "le fait d'affirmer que quelqu'un était un hanif, au sens islamique du terme, avant l'islam, ne peut relever que d'un apologète musulman ou d'une personne soumise à l'influence islamique". Rien dans le Coran ni en dehors ne suggère l'existence d'un groupe portant le nom de Hanif même si l'idée d'un Dieu universel n'est pas absent d'Arabie à partir du IIIe siècle, époque de syncrétisme. L'idée d'une Arabie complètement païenne à l'époque de Mahomet reste une "construction de l'apologétique musulmane" tandis que l'importance du monothéisme à cette époque est maintenant bien attestée.

## Historicité
Bien que le concept de hanifisme se soit développé avec l'émergence de l'islam, on peut en retrouver certaines idées au IVe siècle dans l'Histoire ecclésiastique de Sozomène. Il y décrit les Arabes (Ismaélites) comme des descendants d'Ismaël ayant corrompu "le genre de vie ancestral d'Ismaël" dû à l'influence des peuples voisins, qu'il qualifie de "superstitieux". Il évoque également l'existence de certaines pratiques communes au judaïsme (circoncision, interdiction de la viande de porc) qui sont d'après lui dû au fait que les Ismaélites seraient des descendants d'Ismaël, fils d'Abraham, et par conséquent frère d'Isaac, ancêtre des Hébreux dans l'Ancien Testament.